# Aethes louisiana
Aethes louisiana es una especie de polilla del género Aethes, categorizada en la tribu Cochylini, de la subfamilia Tortricinae.

## Distribución
Se distribuye por Estados Unidos.

## Taxonomía
Fue descrita por Busck en 1907 y publicada en (Phalonia), J. New York ent. Soc. 15: 24.